# Мизантропия (альбом)
«Мизантро́пия» — второй студийный альбом российской рок-группы «Северный Флот». Выпущен 1 марта 2016 года.

## История создания
Синглы «Революция на вылет» и «Поднимая знамя», предшествовавшие выходу альбома, были записаны в период с 20 по 24 мая 2015 года на студии Astia в финском городе Лаппеэнранта под руководством звукорежиссёра Ансси Киппо. С ним же группа сотрудничала при записи ударных для предыдущего альбома — «Всё внутри». Для нового альбома музыканты решили провести уже полный цикл записи, сведения и мастеринга под руководством Ансси на его студии.
28 сентября 2015 года музыканты «Северного Флота» запустили краудфандинговый проект в поддержку нового альбома на платформе Planeta.ru. Запланированная сумма — 1 миллион рублей была собрана к 11 декабря. Всего же к моменту окончания проекта, 1 марта, была собрана сумма 1 654 400 рублей.
Непосредственно запись альбома проходила несколькими сессиями в период с 26 ноября 2015 года по 3 февраля 2016 года на Astia-studio. По словам А. Леонтьева некоторое влияние на звучание  альбома оказало творчество группы Enter Shikari. В ходе записи музыкальный материал претерпел определенные изменения в звучании. Фактически все тексты Александру Леонтьеву пришлось придумывать заново, чтобы вокальная линия гармонировала с музыкой.
3 февраля 2016 года в официальном сообществе «Северного Флота» Вконтакте было обнародовано название нового альбома — «Мизантропия».
Из названия альбома и заглавной песни некоторые могут сделать вывод, что смысловая нагрузка некоторых песен несет в себе отрицательные эмоции относительно человека и человечества в целом. Это не так, вернее, не совсем так. Я глубоко убежден на своем личном опыте в том, что пороки и зло, живущее в нас, можно победить, но только признав для начала их наличие.Александр Леонтьев
8 февраля Ансси Киппо завершил сведение и мастеринг альбома. 11 февраля на портале Planeta.ru были опубликованы трек-лист и обложка пластинки. 15 февраля стал доступен предзаказ альбома на сервисах iTunes и Google Play. 29 февраля цифровая версия альбома и буклета была разослана акционерам проекта на Planeta.ru. 1 марта альбом был выложен для прослушивания на официальном сайте группы. На CD запись издана в формате шестиполосного диджипака с 12-страничным буклетом, упакованного в слип-бокс. Кроме того, альбом выпущен на виниловых пластинках тиражом 300 экземпляров. Для винилового варианта издания был сделан специальный мастеринг.

## Список композиций
Слова и музыка всех песен — написаны Александром Леонтьевым, кроме отмеченных.
| №                   | Название                     | Текст песни                | Музыка                   | Длительность |
| ------------------- | ---------------------------- | -------------------------- | ------------------------ | ------------ |
| 1.                  | «Мизантропия»                | А. Леонтьев, А. Шопенгауэр |                          | 3:25         |
| 2.                  | «Презирать и ненавидеть»     |                            |                          | 4:06         |
| 3.                  | «Каждую ночь»                |                            |                          | 4:00         |
| 4.                  | «210»                        |                            |                          | 2:28         |
| 5.                  | «Революция на вылет»         |                            |                          | 4:09         |
| 6.                  | «Поднимая знамя»             |                            |                          | 4:41         |
| 7.                  | «Танцуй, Король!»            |                            | А. Леонтьев, М. Горшенёв | 4:14         |
| 8.                  | «Любовь и время»             |                            |                          | 3:45         |
| 9.                  | «Последний человек на Земле» |                            |                          | 4:34         |
| Общая длительность: | Общая длительность:          | Общая длительность:        | Общая длительность:      | 35:28        |

На композицию «Революция на вылет» был снят видеоклип.

## Описание песен
- «Мизантропия» — заглавная композиция альбома. Вдохновлена творчеством Артура Шопенгауэра (после второго припева Александр Леонтьев читает отрывок из работ Шопенгауэра) и описывает феномен мизантропии. По мнению автора, причиной ненависти к людям является ненависть к своим собственным недостаткам. Лирический герой же отрицает это, заявляя, что «виноват кто угодно, но только не я». Впервые была исполнена 7 марта 2016 года на концерте в Петрозаводске.
- «Презирать и ненавидеть» — описывает человека-мизантропа, который всех критикует и унижает в  Интернете, так называемого «хейтера». По мнению автора, такие люди изливают злость во всемирной паутине из-за неудовлетворённости своей жизнью. Впервые была исполнена 7 марта 2016 года на концерте в Петрозаводске.
- «Каждую ночь» — раскрывает тему халатной власти: лирический герой песни видит «мёртвых людей» — жертв этой самой власти. Он протестует против такой власти, хочет ей «открыть глаза», а также всем другим «слепым» людям, которые не видят этих жертв. Впервые была исполнена 7 марта 2016 года на концерте в Петрозаводске.
- «210» —  посвящена байкерской тематике (трое из пяти членов группы любят кататься на мотоциклах). Лирический герой противопоставляет себя всему миру, заявляя, что у него есть хобби, «а у тебя ничего». В песне присутствует также мизантропическое настроение: лирический герой, с помощью своего хобби бежит от тревог и забот. Число «210» обозначает скорость на спидометре (210 км/ч), а также темп песни (210 ударов в минуту). Впервые была исполнена 7 марта 2016 года на концерте в Петрозаводске.
- «Революция на вылет» — была выпущена в виде сингла. Песня имеет антиреволюционную направленность: автор описывает братоубийственную войну, революционеров — как крушителей, которые не могут ничего построить и которые сами станут жертвой революции, а саму революцию сравнивает с игрой на вылет. Песня выражает протест культу Великой Октябрьской революции. Инструментальная версия песни была впервые исполнена 22 марта 2015 года на концерте в московском клубе YotaSpace. Версия песни с текстом впервые была исполнена 28 июня 2015 года на фестивале «Окна открой» в Санкт-Петербурге. 14 декабря 2015 года на песню был выпущен клип.
- «Поднимая знамя» — второй сингл с альбома. В отличие от предыдущей песни, поднимает тему священной войны. Лирический герой в одиночку, даже на грани смерти продолжает войну. Основной посыл песни — не сдаваться даже будучи одним. Первый раз песня была исполнена 23 марта 2015 года, на сольном концерте в Москве. Утром того же дня был написан текст песни[14]. Имела рабочее название «Живой». Впервые была исполнена 22 марта 2015 года на концерте в московском клубе YotaSpace.
- «Танцуй, Король!» — в альбоме «Всё внутри» была представлена инструментальная версия песни с партией виолончели. Для данного альбома песня была перезаписана (без виолончели), а также был записан текст. Данная композиция является песней памяти Михаила Горшенёва. Песня описывает Короля (вероятнее всего, Шутов, то есть Михаила Горшенёва) и его Тень (аллюзия на его творчество). По сюжету песни, Король хотел избавиться от своей Тени (в последние годы жизни Михаил Горшенёв хотел поменять вектор своего творчества, чтобы его перестали ассоциировать со «страшными сказками»), однако после смерти Короля «Тень танцует всё равно» (творчество «Короля и Шута» живо и любимо многими фанатами и после его смерти). В живую ни разу не исполнялась, по словам группы, из-за сложности исполнения.
- «Любовь и время» — по словам Александра Леонтьева, написана в стиле Андрея Князева, то есть типичная история с кульминацией и развязкой. Песня описывает изобретателя, который после смерти своей любимой создаёт машину времени и тщетно пытается спасти свою возлюбленную. Впервые была исполнена 7 марта 2016 года на концерте в Петрозаводске.
- «Последний человек на Земле» —  представляет образ мизантропа, который зашёл в тупик: лирический герой, сидя в темноте на кухне и попивая вино, вглядывается в тёмный и пустой пейзаж за окном и размышляет о несовершенстве этого мира, называя себя «последним человеком на Земле». У героя возникает желание «уйти»[15], однако в последнем куплете автор, обращаясь к слушателю, просит его не терять веру, не сдаваться и не отвергать людей, даже несмотря на несовершенство этого мира. Песня подчёркивает идею альбома, что мизантропия — не выход, и человеку нужны другие люди. Впервые была исполнена 7 марта 2016 года на концерте в Петрозаводске. Весьма редко исполняется в живую.

## Участники записи
Группа «Северный Флот»:
- Александр «Ренегат» Леонтьев — вокал, гитара, бэк-вокал, хор;
- Яков Цвиркунов — гитара, хор;
- Александр Куликов — бас-гитара, хор;
- Павел Сажинов — клавишные, программирование, хор, помощь в записи;
- Александр «Поручик» Щиголев — ударные.

Приглашённый участник:
- Вадим Паршуткин — хор.

Аранжировки — группа «Северный Флот» и Ансси Киппо.
Запись, сведение и мастеринг — Ансси Киппо.
Оформление — Андрей Уваров.

## Отзывы и критика
Альбом получил положительные отзывы критиков. По мнению портала KM.ru «Мизантропия» вошла в десятку лучших российских музыкальных альбомов 2016 года.